# Église Notre-Dame de Niègles
L'église Notre-Dame de Niègles est une église située en France sur la commune de Pont-de-Labeaume, dans le département de l'Ardèche en région Auvergne-Rhône-Alpes.

## Localisation
L'église est située sur la commune de Pont-de-Labeaume, dans le département français de l'Ardèche.

## Historique
Cette église, dont l'origine remonte à la fondation du prieuré de Nieigles peu avant l'an mil, par Guy d'Anjou, date du XIIe siècle. D'importantes modifications architecturales eurent lieu aux XVe et XVIe siècles, et une restauration, au début du XIXe siècle, lui donna son aspect actuel.

## Protection
L'église Notre-Dame est inscrite au titre des monuments historiques en 1975.
Ce bâtiment a été sauvé de la ruine grâce aux efforts conjugués de la municipalité de Pont de Labeaume et de l'association des amis de Nieigles.